# إليك بنجامين
إليك بنجامين (بالإنجليزية: Alec Benjamin) هو كاتب أغاني وملحن ومغني أمريكي، ولد في 28 مايو 1994 في فينيكس في الولايات المتحدة.

## وصلات خارجية
- الموقع الرسمي
- إليك بنجامين على موقع IMDb (الإنجليزية)
- إليك بنجامين على موقع ميوزك برينز (الإنجليزية)
- إليك بنجامين على موقع أول ميوزيك (الإنجليزية)
- إليك بنجامين على موقع ديسكوغز (الإنجليزية)
- إليك بنجامين على موقع قاعدة بيانات الفيلم (الإنجليزية)